# Hassmersheim
Hassmersheim är en kommun i Neckar-Odenwald-Kreis i det tyska förbundslandet Baden-Württemberg. Hassmersheim, som för första gången nämns år 774, har cirka 5 100 invånare.
Kommunen ingår i kommunalförbundet Haßmersheim-Hüffenhardt  tillsammans med kommunen Hüffenhardt.

## Administrativ indelning
Hassmersheim består av tre Gemeindeteile.
- Hassmersheim
- Hochhausen
- Neckarmühlbach